# باوهاوس

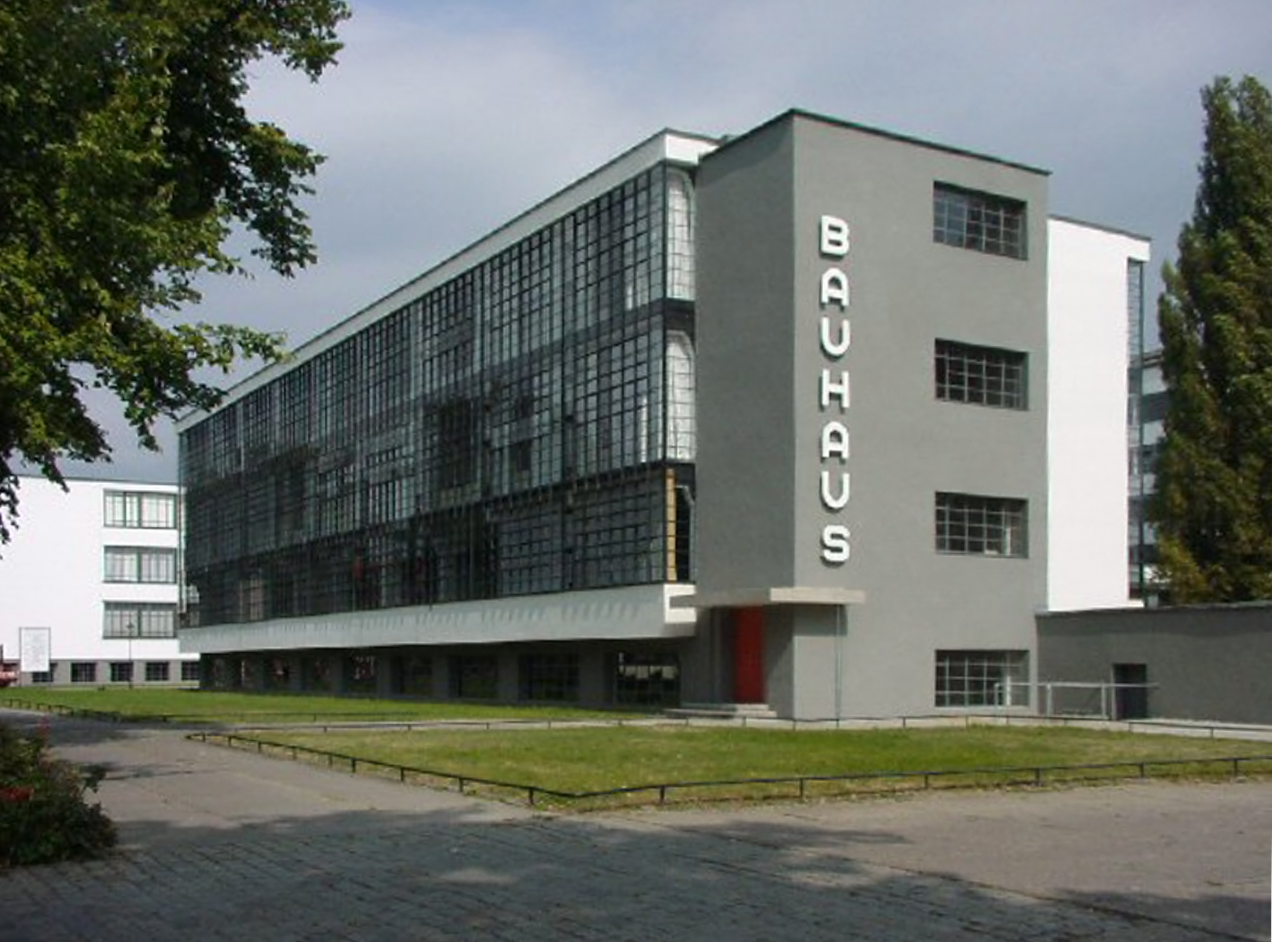
نمایی از مدرسه باوهاوس

باوهاوس (آلمانی: Bauhaus، به معنی: خانه معماری) نام یک مدرسهٔ معماری و هنرهای کاربردی در آلمان بود که از سال ۱۹۱۹ تا ۱۹۳۳ به پرورش هنرمندان پرداخت و نقش مهمی در برقراری پیوند میان طرح و فن ایفا کرد. آموزه‌های آن پیش و پس از انحلال به عنوان یکی از نمادهای دوران مدرن شناخته شد و در سال‌های بعد نیز پیروانی داشت. در نهایت این آموزه‌ها شکل یک جنبش هنری را به خود گرفت که از جریانات مهم و تأثیرگذار قرن بیستم محسوب می‌شود.
مدرسه باوهاوس در سه شهر آلمان، در سه دوره زمانی (وایمار از ۱۹۱۹ تا ۱۹۲۵، دسائو از ۱۹۲۵ تا ۱۹۳۲ و برلین از ۱۹۳۲ تا ۱۹۳۳) و تحت مدیریت سه معمار (والتر گروپیوس از ۱۹۱۹ تا ۱۹۲۷، هانس مه یر از ۱۹۲۸ تا ۱۹۳۰ و لودویگ میس ون دروهه از ۱۹۳۰ تا ۱۹۳۳) به فعالیت پرداخت.

## تاریخچه
والتر گروپیوس در سال ۱۹۱۹ با ادغام آکادمی هنرهای زیبا و مدرسه هنرها و پیشه‌ها، مدرسه باوهاوس را در وایمار بنیان نهاد. او در نخستین بیانیه خود، نظر ویلیام موریس دربارهٔ تعالی صنایع دستی را با فکر وحدت همهٔ هنرها (با رعایت تقدم معماری) درآمیخت و مرزبندی میان جنبه‌های تزیینی و کاربردی در هنرها را مردود شمرد. او چندی بعد در سال ۱۹۲۳ اهمیت طراح-صنعتگر در تولید صنعتی کلان را مورد تأکید قرار داد، که به عنوان اصل عمده آموزه باوهاوس دانسته شد. پس از آن کارگاه‌های باوهاوس به صورت آزمایشگاه‌های ساخت پیش نمونه برای تولید ماشینی درآمدند و بسیاری از فراورده‌های این کارگاه‌ها (به خصوص میز و صندلی، منسوجات و لوازم چراغ برقی) با موافقت صاحبان صنایع در خط تولید کارخانه‌ای قرار گرفتند. سبک فراورده‌های باوهاوس خصلت هندسی و ساده داشت و به سبب صرفه‌جویی در وسایل و مطالعه در کیفیت مواد از پالودگی خط و شکل برخوردار بود.
با طراحی تعدادی ساختمان تازه در دسائو (که نتیجه کار گروهی گروپیوس، معلمان و شاگردان بود) باوهاوس از وایمار به مکان جدید انتقال یافت. پس از این تغییر مکان، تأثیر باوهاوس در معماری و هنرهای کاربردی اروپا رخ نمود و تا پایان جنگ دوم نیز پایدار ماند.
در سال ۱۹۳۲ لودویگ میس فن در روهه باوهاوس را به برلین انتقال داد، اما فعالیت آن در برلین دیری نپایید چراکه یک سال بعد، در ۱۱ آوریل ۱۹۳۳ دولت نازی باوهاوس را تعطیل کرد.
چندی بعد موهولی ناگی و برخی دیگر از معلمان مدرسهٔ جدیدی به همین نام در شیکاگو برپا کردند. تا اواخر دههٔ ۱۹۶۰ اکثر مدارس طراحی و معماری اروپا و ایلات متحده دست‌کم بخشی از برنامه‌های آموزشی باوهاوس را پذیرفتند.
تعدادی از هنرمندان بزرگ قرن بیستم همچون پل کله، واسیلی کاندینسکی، والتر گروپیوس، موهولی ناگی، یوزف آلبرس در این مدرسه هنری تدریس می‌کردند.

### مدرسه باوهاوس
در سال ۱۹۰۶ در شهر وایمار آلمان، مدرسه هنرها و صنایع دستی به ریاست هانری وان ده ولده (۱۹۵۷–۱۸۶۳) تأسیس شد. او معتقد بود که که دروس به جای آتلیه، باید در کارگاه و به صورت عملی تدریس شود.
وان دو ولد در سال ۱۹۱۹، والتر گروپیوس را به جای خود به عنوان رئیس مدرسه معرفی کرد. والتر گروپیوس در این سال مدرسه را تغییر سازمان داد و آن را باوهاوس (خانه معمار) نامید. در این مدرسه هنرمندان و معماران با هم کار می‌کردند و تحت تأثیر موریس واکسپرسیونیست‌ها، صنایع دستی در مدرسه تدریس می‌شد.
بعد از جنگ جهانی اول، مدرسه بیشتر به سمت طراحی صنعتی و فرم‌های مکعب شکل ساده گرایش یافت. در سال ۱۹۲۴ والتر گروپیوس در یک یادداشت به نام «هنر و تکنولوژی – یک وحدت جدید» اعلام موضع کرد و در آن تفکر و بینش غالب در مدرسه را تبیین نمود. وی تکنولوژی را یک موضوع مستقل از مقوله هنر نمی‌دانست و بر این نظر بود که در تکنولوژی و تولیدات صنعتی، زیبایی و هنر وجود دارد؛ لذا از مصالح مدرن در ساختمان و تولیدات صنعتی در این مدرسه به دور از هر گونه تزئینات و تنها با نمایش عملکرد ذاتی از آن استفاده شد. از نظر وی و سایر همفکران او، زیبایی هواپیما در پرواز، لوکوموتیو در حرکت بر روی ریل و دستگیره در باز کردن در بود.
در همین سال والتر گروپیوس به لحاظ فشارهای سیاسی مجبور شد که مدرسه را به شهر دسائو منتقل کند. وی در این شهر در سال ۲۶–۱۹۲۵ ساختمان مدرسه باوهاوس را طراحی و اجرا کرد. بر سر در این مدرسه عبارت "فرم تابع عملکرد است" نصب شد که نشانه اهمیت عملکرد گرایی و توجه به عملکرد فرم بود. چنان‌که وی می‌نویسد: «یک ساختمان مدرن باید به دور از هر گونه تحریف‌های زائد و بی‌مورد و هر گونه تزئینات و جزئی گرایی باشد و جهان مکانیکی و جابه جایی سریع معاصر را منعکس کند».
والتر گروپیوس عملکردهای مختلف مدرسه، همچون کلاس‌های درس، دفاتر آموزش، خوابگاه دانشجویان و کارگاه‌ها را در ساختمان‌هایی یا کالبدهای متفاوت جای داد.
در سال ۱۹۲۶ گروه معماری تأسیس شد و هانس مایر، معمار سوئیسی، به ریاست آن انتخاب شد. والتر گروپیوس در سال ۱۹۲۷ از ریاست مدرسه کنار رفت و هانس مایر را به جای خود پیشنهاد کرد. مایر پس از انتصاب، گروه معماری را سازماندهی کرد؛ ولی او به دلیل سیاسی در سال ۱۹۳۰ برکنار گردید. به جای وی، لودویگ میس فن در روهه به ریاست انتخاب شد. وی نیز در سال ۱۹۳۲ به دلیل توسعه نفوذ نازی برکنار و مدرسه تعطیل شد. لودویگ میس فن در روهه مدرسه را به برلین منتقل کرد ولی نازی‌ها آن مدرسه را نیز در سال ۱۹۳۳ تعطیل کردند.
به جز مدیران نامدار این مدرسه، استادان و هنرمندان معروف دیگری با شهرت جهانی در مدرسه باوهاوس تدریس می‌کردند. از آن جمله می‌توان از واسیلی کاندینسکی (۱۹۴۴–۱۸۶۶)، نقاش پیشگام روس تبار، پل کلی(۱۹۴۰–۱۸۷۹) نقاش و نظریه‌پرداز سوییسی، یوهانس ایتن (۱۹۶۷–۱۸۸۸) هنرمند اکسپرسیونیست سوییسی نام برد. یوهانس ایتن بین سال‌های ۲۳–۱۹۱۹ در باوهاوس تدریس کرد. پس از خروج وی، موهولی ناگی (۱۹۴۶–۱۸۹۵) هنرمند مجاری‌تبار، جانشین او شد. وی تا سال ۱۹۲۸ در باوهاوس تدریس کرد. موهولی ناگی نظرات کانستراکتیویسم را به جای عقاید اکسپرسیونیست ایتن وارد دروس باوهاوس نمود. او پس از ترک باوهاوس، نهایتاً به آمریکا مهاجرت کرد و در آنجا در شهر شیکاگو مدرسه باوهاوس جدید را تأسیس نمود.

## استادان باهاوس

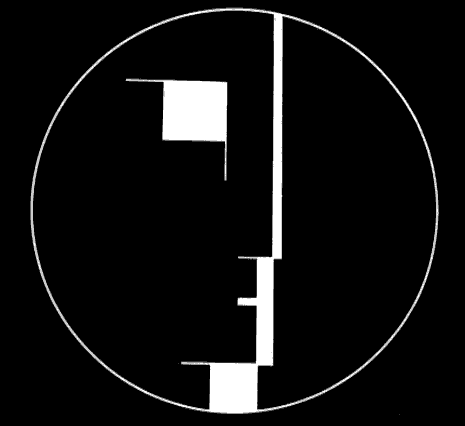
لوگو باهاوس

### اولین استادان
از میان سه نفر استاد فرم‌شناسی دو استاد نقاش: یوهانس ایتن و لیونل فاینینگر و یک استاد مجسمه‌ساز: گرللهارد مارکس بودند. این افراد پیش از آغاز جنگ در گالری برلین در مرکز اصلی مکتب اکسپرسیونیسم فعالیت می‌کردند.

#### یوهان ایتن
متولد ۱۱ نوامبر ۱۸۸۸میلادی در سوئیس. وی معلم مقطع ابتدایی در سوئیس بود و خیلی دیر تصمیم گرفت که نقاش شود و در آکادمی اشتوتگارت به تحصیل مشغول شد. ایتن یک صوفی بود که با هرگونه تفسیر ماتریالیستی از جهان مخالفت می‌ورزید، وی به آیین مزدکی اعتقاد داشت. باورهای او تا مدتی بر باوهاوس تسلط داشت. وی برای مدتی بیش از دو سال، مهم‌ترین استاد باوهاوس بود. هنگامی که گروپیوس ایتن را برای تدریس فرم‌شناسی به کار دعوت کرد او صاحب مدرسه‌ای خصوصی در وین بود و با آدولف لوس و آرنولد شوئنبرگ همکاری می‌کرد.

#### گرهارد مارکس
گرهارد مارکس متولد ۱۸۸۹ میلادی در آلمان بود. مارکس یکی از اعضای ورک باند بود و گروپیوس از این راه او را می‌شناخت. او به عنوان استاد فرم‌شناسی در کارگاه سفالگری به خوبی از عهده مسئولیت خود برآمد. وی در کارگاه چاپ نیز همکاری می‌کرد.

#### لیونل فاینینگر
وی متولد ۱۷ ژوئیه ۱۸۷۱ میلادی و آلمانی- آمریکایی بود. شیوه طراحی گرافیک وی زاویه دار بود. این شیوه بر نقاشی‌هایش نیز تأثیر گذاشت. بعدها تحت تأثیر کوبیسم از شکل‌های هندسی بیشتری استفاده کرد. البته بر خلاف کوبیست‌ها به نقاشی منظره و موتیف‌های معماری و استفاده از رنگ علاقه‌مند بود.

### استادان جدید
در فاصله میان سال‌های ۱۹۲۰ و ۱۹۲۲ وضعیت مالی باوهاوس بهبود یافته و تعدادی از استادان سابق آکادمی بازنشسته شدند. گروپیوس پنج استاد فرم‌شناسی دیگر را که همگی نقاش بودند استخدام کرد. اسکار شلمر (Oskar Schlemmer)، پل کله (Paul Klee)، واسیلی کاندینسکی (Vassily Kandinisky)، لوتار شره یر (Lothar Schreyer)، جرج ماشه (Georg Muche).

#### اسکار شلمر
اسکار شلمر ویلفرد متولد ۱۸۸۸ میلادی در تابستان ۱۹۲۰ به وایمار آمد تا در مورد نوشته‌ها و طرح‌هایش که در utopia چاپ شده بود توضیحاتی بدهد. گروپیوس از ارتباط شلمر با ورک باند آگاه بود. گروپیوس از وی خواست که مسئولیت ایتن را در کارگاه نقاشی دیواری به عهده بگیرد.

#### لوتار شره یر
متولد ۱۸۸۶ میلادی و اولین استاد کارگاه تئاتر، تحصیلات خود را در رشته وکالت به پایان رسانیده و نقاش اکسپرسیونیست بود. گروپیوس در ۱۹۲۱ یکی از تئاترهای وی را در هامبورگ دید و تحت تأثیر آن وی را به باوهاوس دعوت کرد. شره یر به مدت کوتاه در وایمار ماند. در ۱۹۲۳ یکی از تئاترهای خود را به نام Moon Play به نمایش گذاشت و با انتقاد شدید همکارانش مواجه شد و مجبور به استعفا و ترک باهاوس گردید. طرز تفکر شره یر و شیوه یادداشت کردن و طرح نمایشنامه به گونه‌ای بود که به‌طور دقیق تعلیماتی در خصوص طرز بیان، کوتاهی و بلندی و ریتم صدای هنرپیشه داده و حرکاتی را که به همراه گفتار باید انجام می‌شد روشن می‌ساخت.

## پیوندها
- Bauhaus School
- Bauhaus-Archiv in Berlin